# Pseudocraspedosoma peniculorum
Pseudocraspedosoma peniculorum är en mångfotingart som först beskrevs av Karl Wilhelm Verhoeff 1910.  Pseudocraspedosoma peniculorum ingår i släktet Pseudocraspedosoma och familjen Neoatractosomatidae. Inga underarter finns listade i Catalogue of Life.